# Yahoo! Japan
Die Yahoo K.K. (jap. ヤフー株式会社, Yafū Kabushiki-gaisha, engl. Yahoo Japan Corporation), auch Yahoo! Japan, wurde als Joint-Venture des US-amerikanischen Unternehmens Yahoo! und des japanischen Unternehmens Softbank gegründet. Sie betreibt das japanische Internet-Portal Yahoo! Japan, welches die meistbesuchte Webseite Japans ist. Die Aktien von Yahoo! Japan werden seit 2005 im japanischen Nikkei 225 gehandelt.
Seit 2005 sponsert Yahoo! Japan den Fukuoka Dome, der von 2005 bis 2013 den Namen Fukuoka Yahoo! Japan Dome trug und 2013 in Fukuoka Yafuoku! Dome umbenannt wurde, nach dem japanischen Namen der Auktionsplattform Yahoo! Auctions (ヤフーオークション, Yafū Ōkushon).
Seit 2010 betreibt Yahoo! Japan keine eigene Suchmaschine mehr, sondern nutzt die Suchergebnisse der Google-Suchmaschine; im Gegenzug erhält Google persönliche Daten von Yahoo!-Japan-Nutzern.
Während Yahoo! im Rest der Welt schnell an Popularität verlor, konnte das japanische Portal seine Vormachtstellung auf dem japanischen Online-Markt behaupten. Yahoo! Japan ist aufgrund der unterschiedlichen Eigentumsverhältnisse nicht vom Verkauf des operativen Geschäfts von Yahoo! (US) an Verizon 2016 betroffen und bleibt daher weiter eigenständig.
Im September 2018 ging Yahoo! Japan eine Kooperation mit Alipay ein.
Nachdem die Europäische Union die Datenschutz-Grundverordnung (DSGVO) verabschiedete, kündigte das Unternehmen an, seine Inhalte Einwohnern der EU und im Vereinigten Königreich zu blockieren. Als Begründung nannte das Unternehmen, dass der Aufwand und Kosten zu groß seien um den Anforderungen des Gesetzes zu entsprechen. Seit dem 6. April 2022 sind Inhalte von Yahoo! Japan in der EU nicht mehr aufrufbar.